# Aglaoschema haemorrhoidale
Aglaoschema haemorrhoidale là một loài bọ cánh cứng trong họ Cerambycidae.